# Euphyia praerupta
Euphyia praerupta är en fjärilsart som beskrevs av Alfred Philpott 1918. Euphyia praerupta ingår i släktet Euphyia och familjen mätare. Inga underarter finns listade i Catalogue of Life.